# الخربة (أولاد امحمد)
الخربة هو دُوَّار يقع بجماعة بوعروس، إقليم تاونات، جهة فاس مكناس في المملكة المغربية. ينتمي الدوّار لمشيخة أولاد امحمد التي تضم 3 دواوير. يقدر عدد سكانه بـ 162 نسمة حسب الإحصاء الرسمي للسكان والسكنى لسنة 2004.

## روابط خارجية
- البوابة الوطنية للجماعات الترابية
- المندوبية السامية للتخطيط